# Hezhou
Hezhou (cinese: 贺州; pinyin: Hèzhōu; Zhuang：Hohcouh) è una città-prefettura della Cina nella Regione Autonoma di Guangxi Zhuang.